# 曾昭燏
曾昭燏（1909年1月27日—1964年12月23日），字子雍，女，湖南湘乡人，中国近代考古学家、博物馆学家、文學家。

## 生平
曾昭燏是曾国藩弟曾国潢的长曾孙女。曾昭燏於清朝宣统元年正月初六（1909年1月27日）出生在湘乡县荷塘万宜堂（今属双峰县荷叶镇）。1914年入讀曾氏家塾讀書，曾從族師曾筱屏學習《十三經》。1921年与其姐曾昭浚一起入长沙艺芳女校学习，该校是曾昭燏的堂姐曾宝荪和堂兄曾约农得亲友赞助建成。翌年曾昭浚患伤寒症死亡，母亲一度让曾昭燏回湘乡县以免染病，幸得曾宝荪劝阻才继续留校学习。1929年，曾昭燏考入国立中央大学外文系，第二年转到国文系。1931年秋起，師從胡小石。1933年自国立中央大学国文系毕业，獲文學士學位，受聘入金陵大学附属中学任教。1934年入金陵大学国学研究班学习，完成《读〈契文举例〉》一文。1935年留学英国伦敦大学考古学专业，师从叶慈，1937年获硕士学位。同年，曾昭燏到德国柏林大学研究院实习，作为研究员参加了在柏林、石勒苏益格的考古发掘工作，又在慕尼黑博物院实习博物馆学。1938年4月回英国，任伦敦大学考古学助教。1938年9月启程回中国。
1939年初，曾昭燏任国立中央博物院筹备处专门设计委员。1939年2月，参加了中央研究院历史语言研究所与国立中央博物院筹备处合组的苍洱古迹考察团。1939年3月到1940年9月，吴金鼎、曾昭燏、王介忱等人在云南省大理县苍山开展考古工作，先后发掘马龙遗址、佛顶（甲、乙）二遗址、龙泉遗址、白云甲遗址等5处遗址，这是中国考古学家在云南首次运用科学方法开展的“锄头考古”活动，这处文化被定名为“苍河文化”。
1940年6月，国立中央博物院筹备处迁四川省南溪县李庄镇。曾昭燏随后也迁居李庄镇。1940年至1944年，国立中央博物院与中央研究院历史语言研究所合作，拟定对四川省境内开展一次大规模考古，按计划首先发掘彭山县东汉崖墓。曾昭燏与吴金鼎等人主持了彭山县东汉崖墓的发掘工作。曾昭燏还率筹备处工作人员考察川康民族，她走遍凉山少数民族地区，撰写考察报告14篇。另外在李庄镇期间，曾昭燏还筹办了远古旧石器考古展览会，展品是法国考古学家摩梯耶父子搜集，后来转售给中国的，当时藏在国立中央博物院筹备处。1941年2月起，曾昭燏任国立中央博物院代理干事。1942年，曾昭燏、吴金鼎合编《云南苍洱境考古报告》，这是关于云南的首部考古学专著。1943年，曾昭燏、李济合著的《博物馆》由重庆正中书局出版。抗日战争胜利后，曾昭燏随国立中央博物院迁返南京，代理了由李济担任的国立中央博物院筹备处主任职务，主持国立中央博物院的建设，同时兼任“战时文物损失清理委员会”、“战后文物保存委员会”等组织的专门委员。她先后主持举办2次展览（汉代文物展览、青铜器展览）。1948年春，国立中央博物院陈列室初步建成后，她又与国立故宫博物院联合举办一次文物展览。1948年，她参加联合国国际博物馆协会，并任会员。当时全中国共有9位国际博物馆协会会员，曾昭燏是其中之一。曾昭燏在考古学界和北京大学的夏鼐并称“北夏南曾”。
中华人民共和国成立前夕，曾昭燏拒绝赴台湾。她还堅決反對文物遷台，曾致函国立中央博物院筹备处主任杭立武说：“运出文物，在途中或到台之后，万一有何损失，则主持此事者，永为民族罪人。”1949年4月14日，她在上海和徐森玉、王家楫等人联名写信，呼吁将已运至台湾的文物运回。
中华人民共和国成立后，1950年南京博物院成立，曾昭燏任副院长（院长为徐平羽）。1950年至1952年，曾昭燏主持江宁县东善桥“南唐二陵”（南唐烈祖李昪、南唐中祖李璟陵）的考古发掘，主持编写《南唐二陵发掘报告》；率考古小分队到江宁县湖熟镇考察，证实湖熟确实存在商周时期“台型遗址”，并在江宁县其他地方的台型遗址发掘出土了类似湖熟出土的文物。
1955年1月，曾昭燏升任南京博物院院长。任内兼任华东文物工作队队长，治淮文物工作队队长，南京市文管会副主任，江苏省社会科学联合会副主任，中国考古学会筹备会理事，《文物》、《江海学刊》编委，江苏省历史学会副会长，中国科学院考古研究所学术委员等职。1956年，参加九三学社。曾昭燏曾在兼授南京大学历史系“考古学通论”、“秦汉考古”等课程期间，和尹焕章合著《试论湖熟文化》、《江苏历史上的两个问题》等论文，提出“湖熟文化”之命名。1958年，曾昭燏支持江宁县筹办江宁县博物馆，并将“湖熟文化”及“南唐二陵”出土文物中的300余件以及若干复制模型、照片等移交江宁县博物馆。1960年后，曾昭燏参与和领导了江宁县境内六朝陵墓石刻、南唐二陵、牛首山弘觉寺塔的维修工程。其间，曾昭燏曾组织过《社会发展史展览》、《江苏历史陈列》等。曾昭燏先后任南京市人大代表、江苏省人大代表，全国政协第二、三届委员，第三届全国人大代表。她还是全国妇联委员、江苏省妇联副主席。
1964年3月，曾昭燏因患精神憂郁症，入南京丁山疗养院疗养。1964年12月23日，曾昭燏从南京灵谷寺北塔跳下自杀身亡，享年55岁。安葬在南唐二陵，2023年9月列为南京市文物保护单位。1965年2月，陈寅恪写诗《乙巳元夕前二日，始闻南京博物院院长曾昭燏君逝世于灵谷寺，追挽一律》。
曾昭燏終身未婚。1999年南京博物院出版了《曾昭燏文集》，彙集了她的詩詞文賦作品。

## 著作
- 《中国古代铜器铭文与花纹》
- 《读〈契文举例〉》（刊于1936年金陵大学《小学研究》杂志）
- 《中国古代铜器铭文与花纹》（伦敦大学硕士学位论文）
- 《论周至汉之首饰制度》
- 《云南苍洱境考古报告》（与吴金鼎合编）
- 《从彭山陶俑中所见的汉代服饰》
- 《彭山汉代崖墓考古发掘报告》
- 《博物馆》（与李济合著，1943年重庆正中书局出版）
- 《南唐二陵发掘报告》
- 《沂南古画像石墓的发掘报告》
- 《南博十二年远景规划纲要》
- 《江苏省十年来考古工作中的重要发现》
- 《试论湖熟文化》（与尹焕章合撰，《考古学报》1959年第4期）
- 《古代江苏历史上的两个问题》（与尹焕章合撰，《江海学刊》1961年第12期）
- 《曾昭燏文集》（1999年文物出版社出版）

## 家庭
曾昭燏终身未婚，无子女。曾昭燏的主要亲属有：
- 曾祖父：曾国潢
- 祖父：曾纪梁
- 父：曾廣祚，清朝举人。
- 母：陈光璐（1878-1939），字季瑛，陳源兗之孫女，陈池生之次女。共生13个孩子，其中6个早夭，7个长大成年。曾昭燏在这七位兄弟姐妹中排行第三。
- 长兄：曾昭承，美国威斯康星大学经济学专业学习，后入美国哈佛大学获硕士学位。
- 二兄：曾昭抡，化学家。美国麻省理工学院博士。
- 四弟：曾绍杰，原名曾昭拯，书法家。上海大夏大学学士。
- 五妹：曾昭懿，医学家，北平协和医学院林巧稚的学生、医学博士。
- 六妹：曾昭鏻，西南联合大学经济系学士。
- 七妹：曾昭楣，西南联合大学生物系学士[8]，其夫為譚延闓次子譚季甫。